# Filmový festival

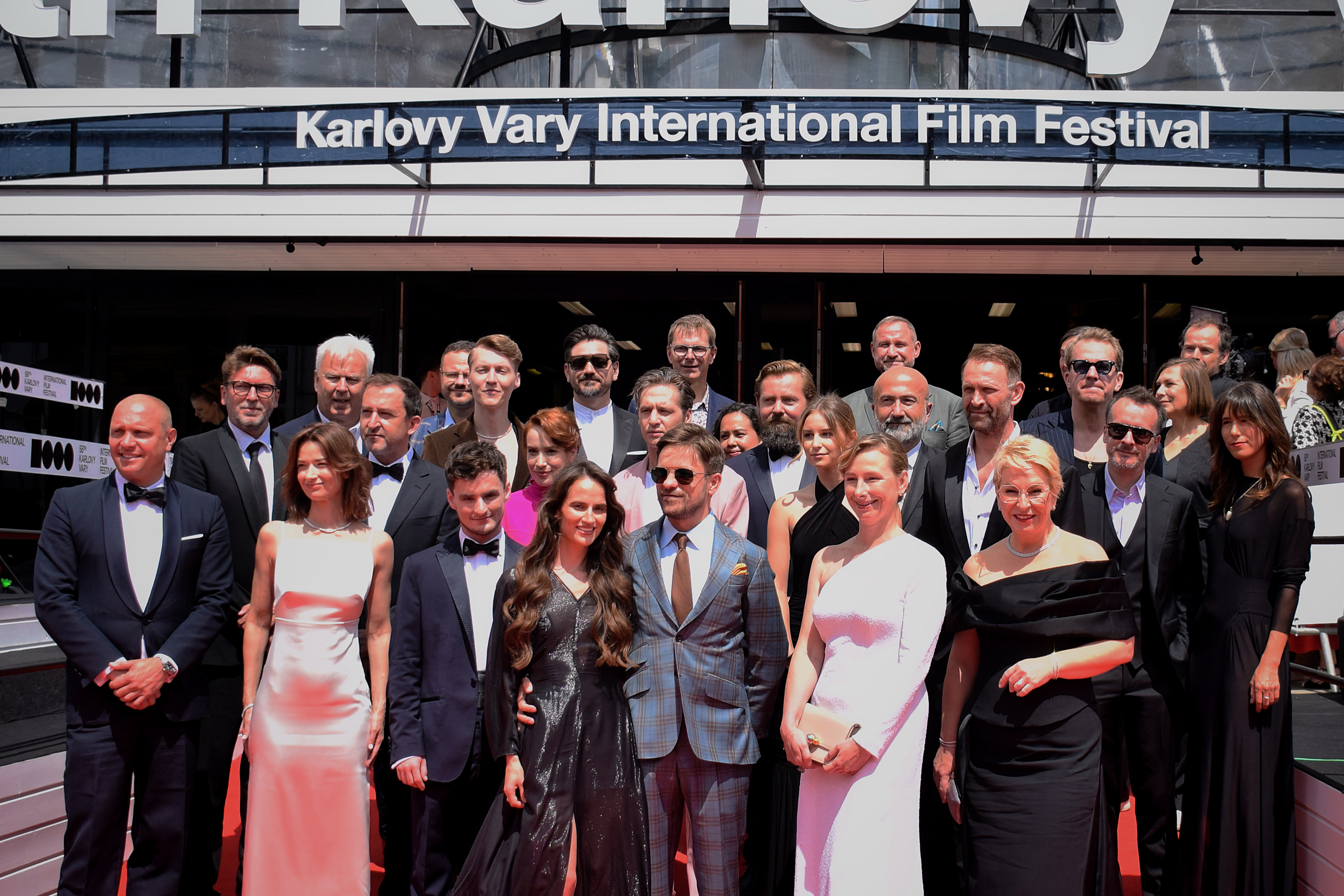
Foto z premiéry filmu Vlny na festivalu v Karlových Varech

Filmový festival je přehlídka filmů a audiovizuálních formátů, která probíhá zpravidla několik dnů v jednom či více filmových sálech. Mezi nejznámější festivaly patří Mezinárodní filmový festival v Cannes, Mezinárodní filmový festival v Benátkách nebo Berlinale v Berlíně.

## Historie
Filmové festivaly vznikly v 30. letech 20. století, kdy se zrodily společně s rozvojem filmové kultury a filmového průmyslu v Evropě. Prvním a nejstarším festivalem na světě byl filmový festival v Benátkách, jehož první ročník proběhl v roce 1932. První pokusy o filmový festival na území pozdějšího Česka proběhly z iniciativy zástupců Filmových ateliérů Baťa (Ladislav Kolda, Elmar Klos) ve Zlíně s názvem Filmové žně. Ty proběhly v letech 1940 a 1941, poté byly nacisty zakázány. Nejstarším českým filmovým festivalem je Mezinárodní filmový festival Karlovy Vary, který se však až do roku 1950 konal v Mariánských Lázních. Jelikož se však v průběhu socialismu střídal s festivalem v Moskvě, nejdelším kontinuálně trvajícím festivalem v ČR je Academia Film Olomouc, který vznikl v roce 1966 a funguje dodnes.

## Typy festivalů
Festivaly se dělí podle kategorií – nejprestižnější kategorií, kterou získávají festivaly na základě splnění přísných kritérií, je kategorie A. Tam patří většina známých světových filmových festivalů (Cannes, Benátky, Berlín, Sarajevo, Londýn, San Sebastián, Locarno), z českých sem od 90. let 20. století patří MFF Karlovy Vary. Tyto festivaly jsou soutěžní a musí splňovat exkluzivitu uvedení soutěžních filmů, kterou kontroluje asociace producentů FIAFP. Většina filmových festivalů spoléhá na jedinečnou atmosféru, případně se věnují specifické oblasti nebo způsobu promítání (např. festival 70mm filmů v Krnově, Openair Cinema festival, atd.). Nejčastěji se festivaly zaměřují na animované filmy, dokumentární filmy, experimentální filmy, filmy s lidskoprávními tématy, nebo filmy s queer a lesbickou tematikou.

## Mezinárodní filmové festivaly
- MFF Cannes
- MFF Berlinale
- MFF Benátky
- Sundance Film Festival
- MFF Sarajevo
- MFF Nowe Horyzonty Wroclaw
- Toronto Film Festival
- Busan Film Festival

## České filmové festivaly
- Mezinárodní filmový festival Karlovy Vary
- Letní filmová škola Uherské Hradiště
- Mezinárodní festival dokumentárních filmů Jihlava
- Academia Film Olomouc
- Febiofest
- Mezipatra
- Jeden svět
- Anifilm
- PAF Olomouc

## Galerie

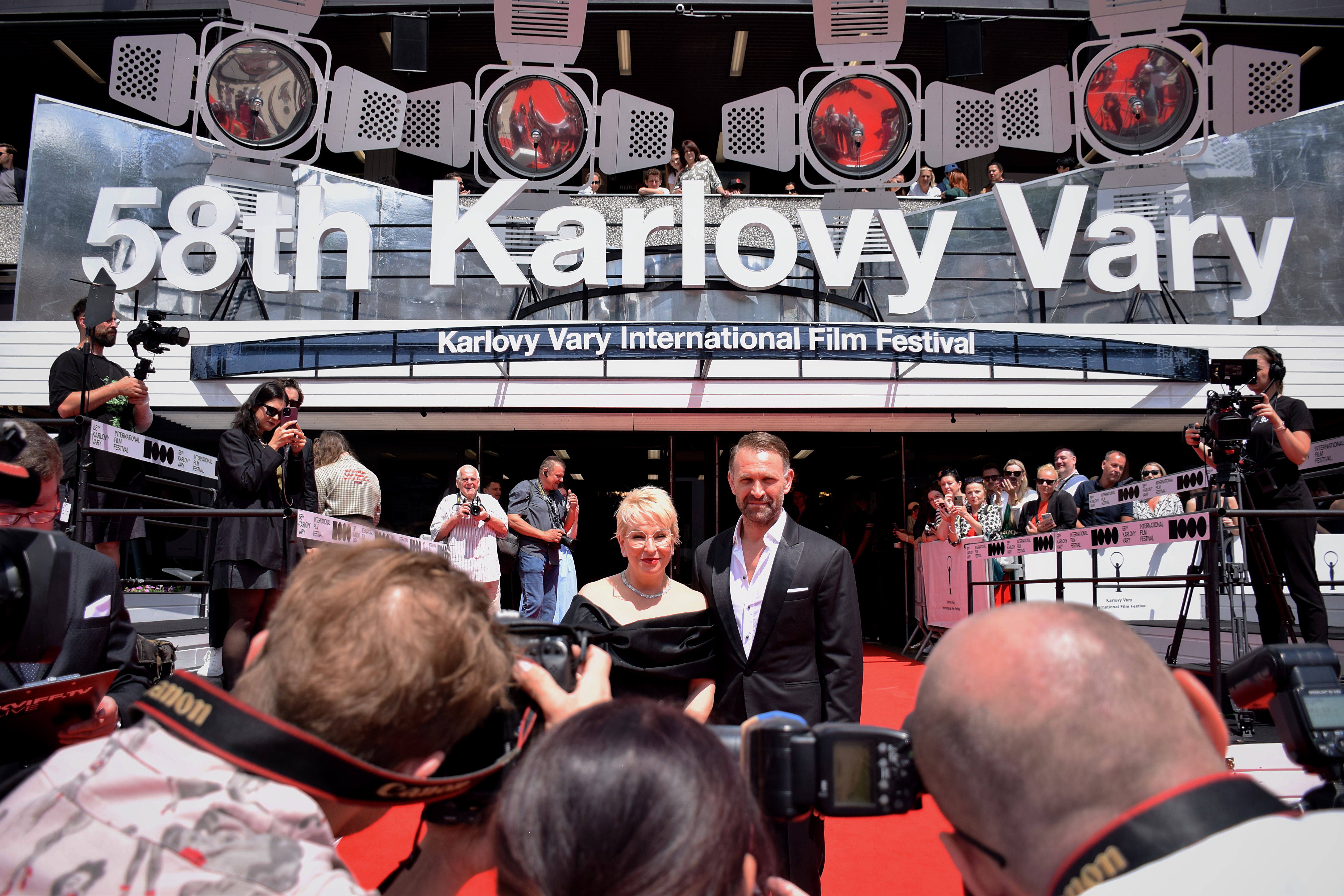
MFF Karlovy Vary
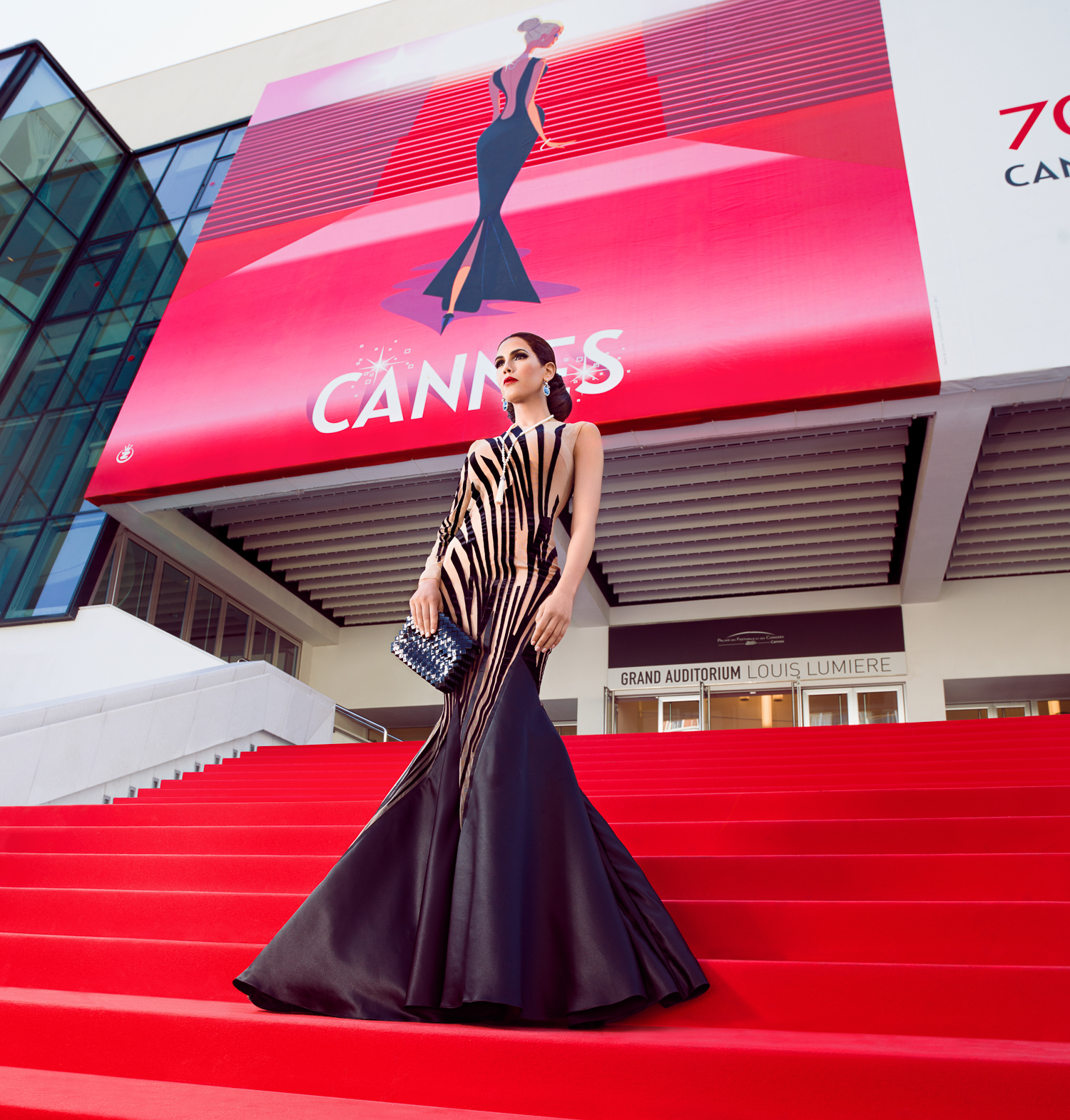
Červený koberec na MFF v Cannes
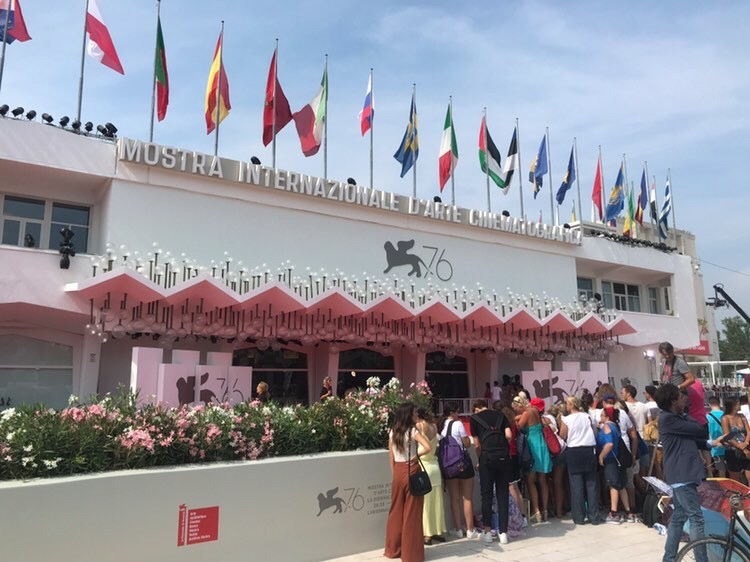
Benátský filmový festival
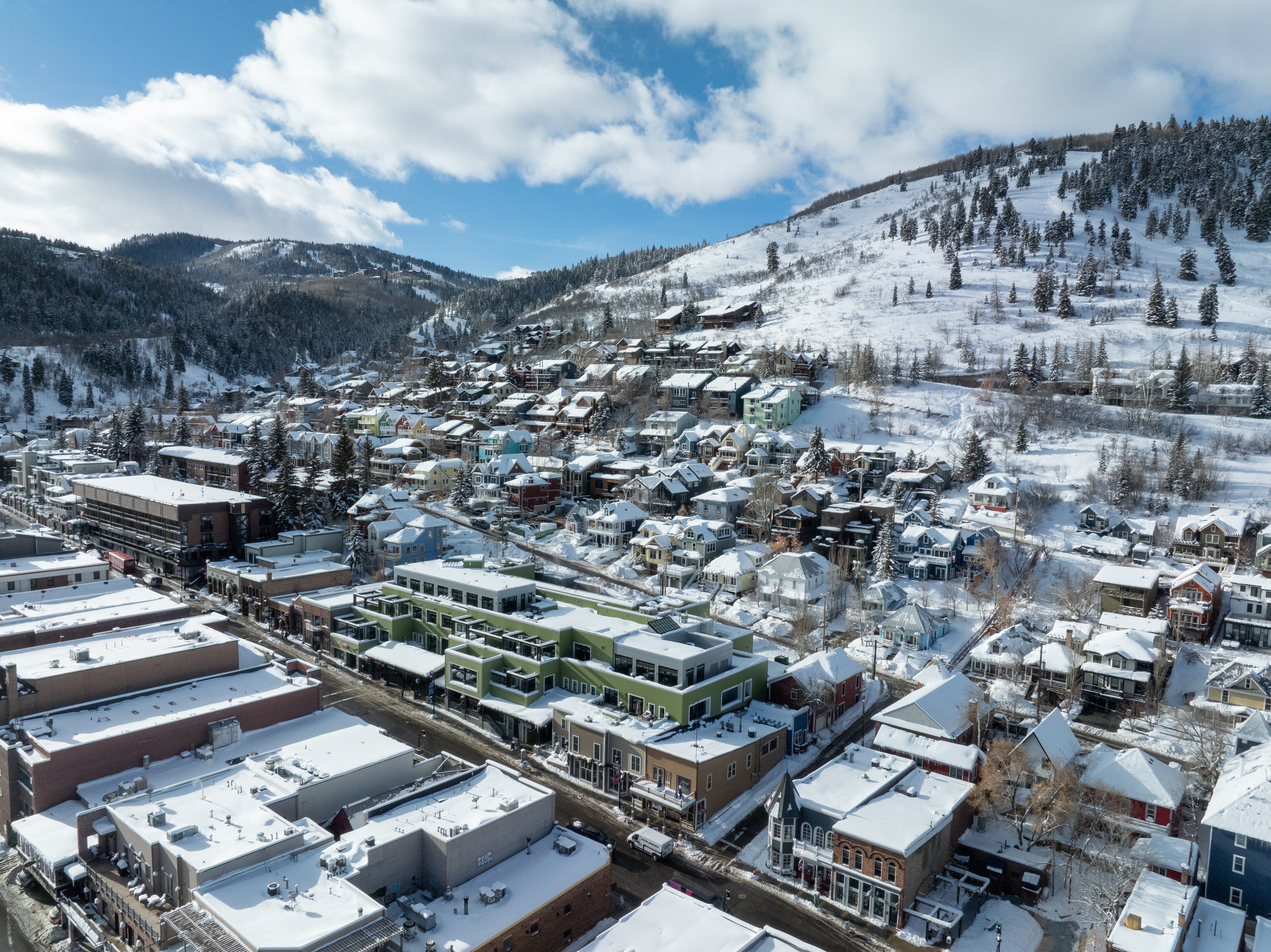
Sundance Film Festival
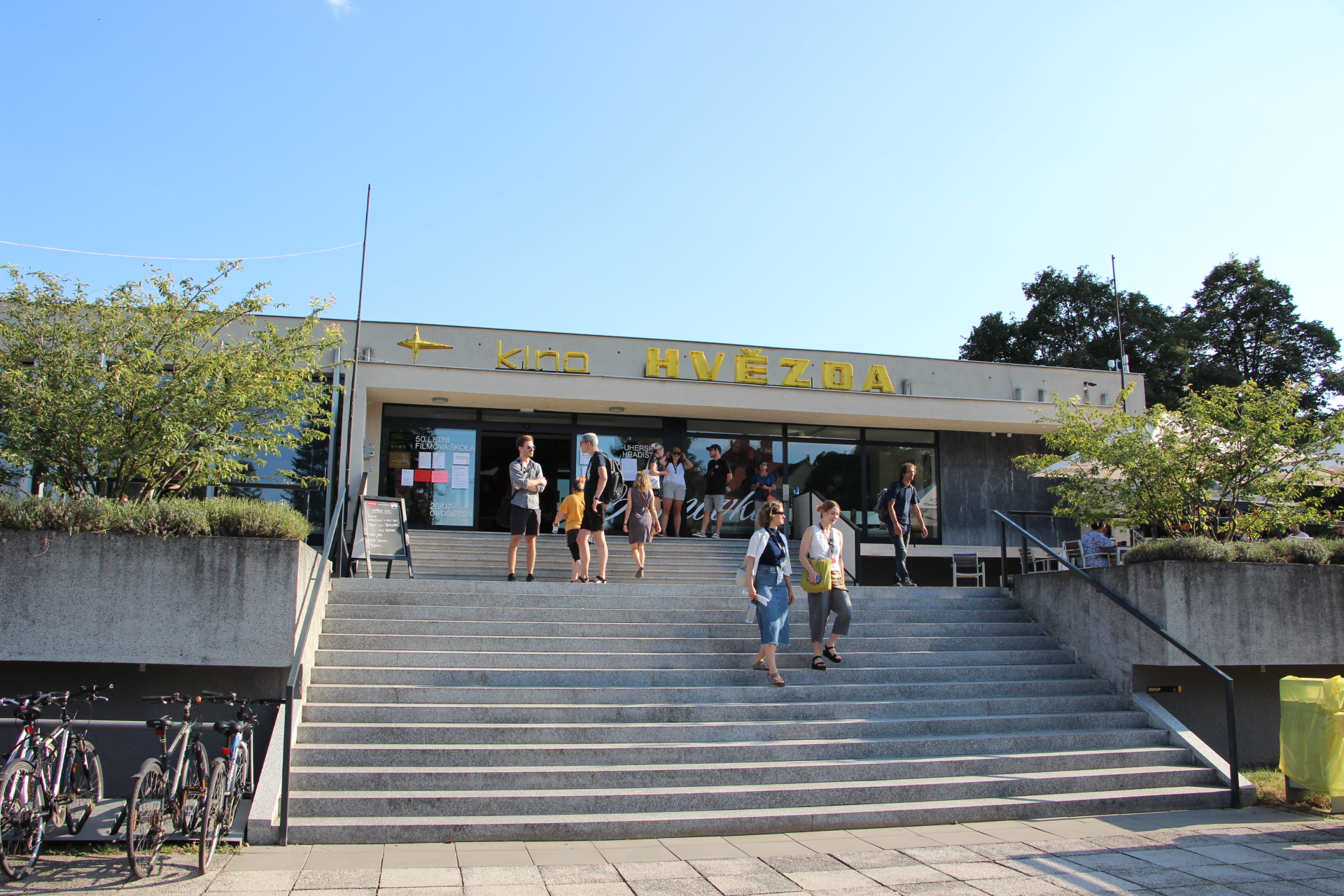
Kino Hvězda, centrum Letní filmové školy
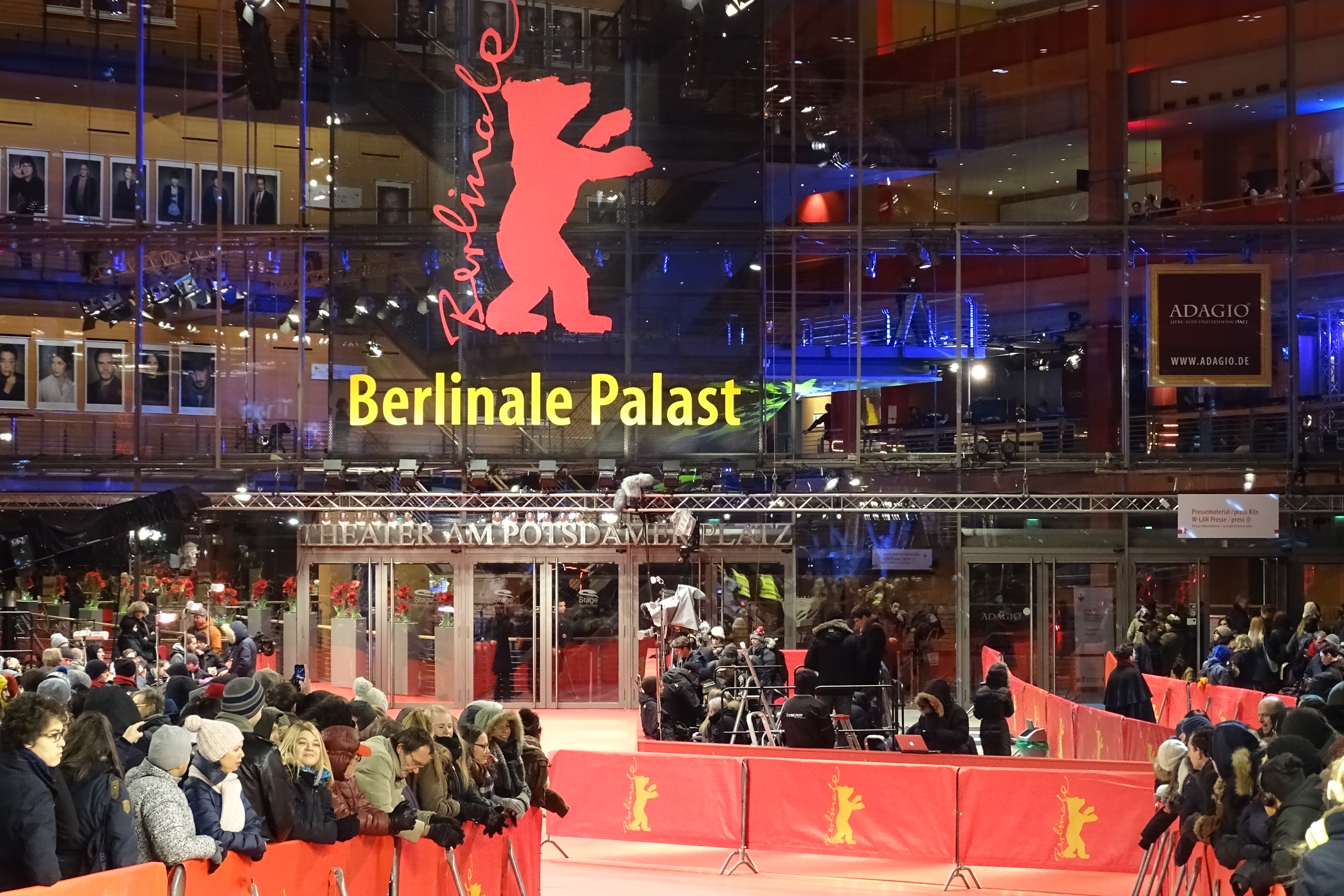
Berlinale